# TIVIT
TIVIT é uma multinacional brasileira de soluções digitais, com operação em 10 países da América Latina.
Em 2016, foi considerada uma das 3 maiores prestadoras de serviços de tecnologia da informação do Brasil.
Em maio de 2021, foi eleita pela décima primeira vez uma das melhores empresas de outsourcing do mundo e teve o nome publicado na lista The Global Outsorcing 100, da International Association of Outsourcing Professionals (IAOP).

## Histórico
Após 10 anos de carreira como tenista, Luiz Mattar decidiu empreender. Começou como investidor em um mix de cervejaria com casa noturna e, pouco depois, na área da tecnologia.
No final da década de 90, o Brasil vivia um amplo crescimento da internet e de serviços ligados a este novo mercado. O período foi marcado também pela privatização do setor de telecomunicações, e portanto, promissor para investimentos na área.
Em 1998, junto com mais 4 sócios e R$ 150 mil reais, fundou a Telefutura, companhia de call center e terceirização de processos de negócios digitais.
Seu primeiro cliente foi o iG, que lidava com um crescimento muito maior do que o planejado, ao estrear o modelo de fornecimento de internet gratuita no Brasil.
No fim do seu primeiro ano de operação, Mattar sentiu a necessidade de diversificar a sua carteira de clientes, e de serviços oferecidos, já que 95% da receita da companhia era proveniente de empresas do mesmo setor.
Embora a Telefutura possuísse bons clientes como Submarino e IG, sentia resistência em expandir a sua carteira de clientes para outros setores.
Em 2001, três anos após a sua fundação, Mattar vendeu 20% de sua companhia para a Votorantim Novos Negócios. A transação gerou credibilidade para a ainda jovem companhia e abriu portas para novos clientes no mercado financeiro, iniciando um movimento de crescimento e expansão.
Mattar que, constantemente se aconselhava com Paulo Henrique de Oliveira, CEO da Votorantim Novos Negócios à época, sentia falta de um modelo de negócio em que o cliente pudesse contratar todos os tipos de serviços de TI de um só prestador, o modelo "one stop shop" de negócio.
Em 2005, a Votorantim ao perceber que possuía meios de tornar realidade no Brasil tal modelo, fundiu duas empresas de seu portfólio: a Optiglobe e a Proceda, passando a se chamar TIVIT. Tal fusão concedeu à nova companhia, os títulos de quinta maior empresa de serviços de tecnologia do Brasil e o de maior de capital nacional.
Dois anos após a fusão, a Votorantim Novos Negócios que já detinha 20% da Telefutura, anunciou a união da TIVIT com a Telefutura. A marca TIVIT foi mantida e a nova empresa passou a ser a 1ª companhia brasileira a oferecer serviços integrados de TI, contact center e BPO (Business Process Outsourcing) no Brasil.
Desde então o número de funcionários e clientes na TIVIT vem crescendo, se fazendo necessário a inauguração de novas unidades como foi o caso da unidade em Santos e da fábrica de software em Curitiba, ambas inauguradas em 2011. Recentemente, a TIVIT investiu R$ 20 milhões em uma nova unidade no Rio de Janeiro para atender demandas de BPM e ITM.
Já em 2012 resolveu seguir uma linha de negócio em TI que vem crescendo e que aponta ser o futuro para muitos conhecedores da área, e começa com o serviço de cloud computing, oferecendo serviço de qualidade e com uma abrangência de reconhecimento internacional. Nesse ano já havia sido reconhecida por dois anos seguidos como uma das 100 empresas de Outsourcing pela IAOP, ocupando no ranking a posição de número 65. Mas a empresa não parou por aí, continuou a investir forte nos serviços de Outsourcing.
Com a transformação digital vivenciada nos últimos anos, houve a redefinição na forma de interação entre as empresas e seus clientes. Por isso, em janeiro de 2017, foi criada a NeoBPO, empresa com foco em prestação de serviços de terceirização de processos de negócios (BPO). A nova empresa passou a operar de forma independente e com duas unidades de negócios: uma voltada para a prestação de serviços tradicionais de BPO e outra focada em soluções digitais.
Em 2021, a empresa ingressou no mercado financeiro, a partir do lançamento de uma plataforma de serviços bancários. O público alvo é formado por clientes do varejo, serviços, fintechs e concessionárias.

## Aquisições
Em 2007, a TIVIT realizou sua primeira aquisição através da compra da Softway, empresa de contact center e BPO (business processing outsourcing) e, à época, uma das maiores companhias de teleatendimento e me crédito e cobrança do Brasil.
Três anos depois, com o objetivo de expandir a sua oferta de serviços e de acelerar o desenvolvimento de soluções cada vez mais integradas, a TIVIT adquiriu a Expertise Consultoria e Treinamento em Tecnologia da Informação e de Processos Ltda., que possuía 19 anos de mercado há época.
Em abril de 2014, como parte da sua estratégia de ampliação de portfólio de serviços de BackOffice, incorporação de um sistema diferenciado de gestão eletrônica de documentos e expansão para outras regiões do país, a TIVIT adquiriu o Grupo Work, formado pelas empresas Work Image e Work File, passando a atuar no segmento de gerenciamento eletrônico e custódia de documentos.
Dois anos mais tarde, aconteceu a compra da One Cloud, startup mineira especializada em cloud computing, que possuía um portal de contratação de serviços de computação em nuvem. Com esta aquisição, a companhia lançou o primeiro portal multicloud da América Latina. O serviço passou a se chamar "TIVIT One Cloud" e foi primeiramente disponibilizado no Chile, Colômbia, Peru e Argentina.
Com foco em sua linha de negócios de Digital Business e na ampliação de sua atuação no mercado de soluções de Big Data e Analytics, a TIVIT comprou em 2019, a Stone Age, empresa especializada em Big Data e Analytics com foco em grandes empresas do segmento de varejo, finanças, serviços e telecomunicações.

## Expansão internacional
Como parte do processo de internacionalização e exportação de seus serviços, em 2008, a TIVIT abriu escritórios nos EUA e, um ano depois, na França. Na época, a companhia que prestava serviços para 14 países, tinha como objetivo ofertar todos os seus aplicativos com foco nos setores de manufatura e finanças.
A primeira aquisição internacional da TIVIT foi anunciada em agosto de 2014, com a compra da Synapsis, empresa chilena de tecnologia de terceirização de infraestrutura, desenvolvimento e suporte de aplicações, soluções SAP e o Smart Systems. (38) Com essa aquisição, a TIVIT ampliou sua atuação no mercado de Cloud Computing e passou a ter 9 centros de processamento de dados na América Latina- quatro no Brasil, três no Chile, um na Colômbia e um na Argentina.

Em 2016, após a compra da Synapsis, a TIVIT realizou um investimento de R$ 32 milhões no Chile para no lançamento de sua nuvem própria no país: o TIVIT On Demand Cloud, o maior investimento realizado pela companhia até aquele momento.
Dois anos mais tarde, a companhia expandiu sua atuação para o México, Bolívia e Paraguai, aumentando sua operação na América Latina para 10 países.

## Instituto TIVIT
Em 2017, foi fundado o Instituto TIVIT, projeto de voluntariado cujo objetivo é capacitar e preparar alunos de escolas públicas para o mercado de trabalho através de cursos ministrados por voluntários da própria companhia.
O projeto foi um dos 10 escolhidos como os mais representativos pela Secretaria de Educação do Estado de São Paulo. A primeira turma formou, em 2018, 162 alunos de 4 diferentes escolas públicas da cidade.